# Sebastes rosenblatti
Sebastes rosenblatti és una espècie de peix marí pertanyent a la família dels sebàstids i a l'ordre dels escorpeniformes. Va ser descrit per Lo-Chai Chen el 1971.

## Descripció
Fa 48 cm de llargària màxima i, en general, és de color rosa a vermell, taronja o blanquinós amb un dibuix vermiculat al dors i 4-5 grans taques (normalment, blanques) entre l'aleta dorsal i la línia lateral. La forma entre els ulls és còncava. El peritoneu pot ésser fosc o clar. La 2a. espina anal és més allargada que la 3a. 8 espines fortes al cap.

## Reproducció
És de fecundació interna, vivípar i capaç d'arribar a pondre fins a 655.000 ous en el cas de les femelles de les poblacions del corrent de Califòrnia.

## Alimentació
El seu nivell tròfic és de 3,82. Menja gambetes, peixos i calamars.

## Hàbitat i distribució geogràfica
És un peix marí, demersal (entre 61 i 396 m de fondària) i de clima subtropical, que viu al Pacífic oriental central: els fons aspres des de San Francisco a Califòrnia fins al centre de Baixa Califòrnia (Mèxic), incloent-hi el corrent de Califòrnia.

## Observacions
És inofensiu per als humans, el seu índex de vulnerabilitat és d'alt a força alt (68 de 100), pot viure fins a cinquanta anys, viu en solitari o en grups molt petits. És una espècie relativament important per a la pesca comercial del sud de Califòrnia.